# Coteaux de Chalosse

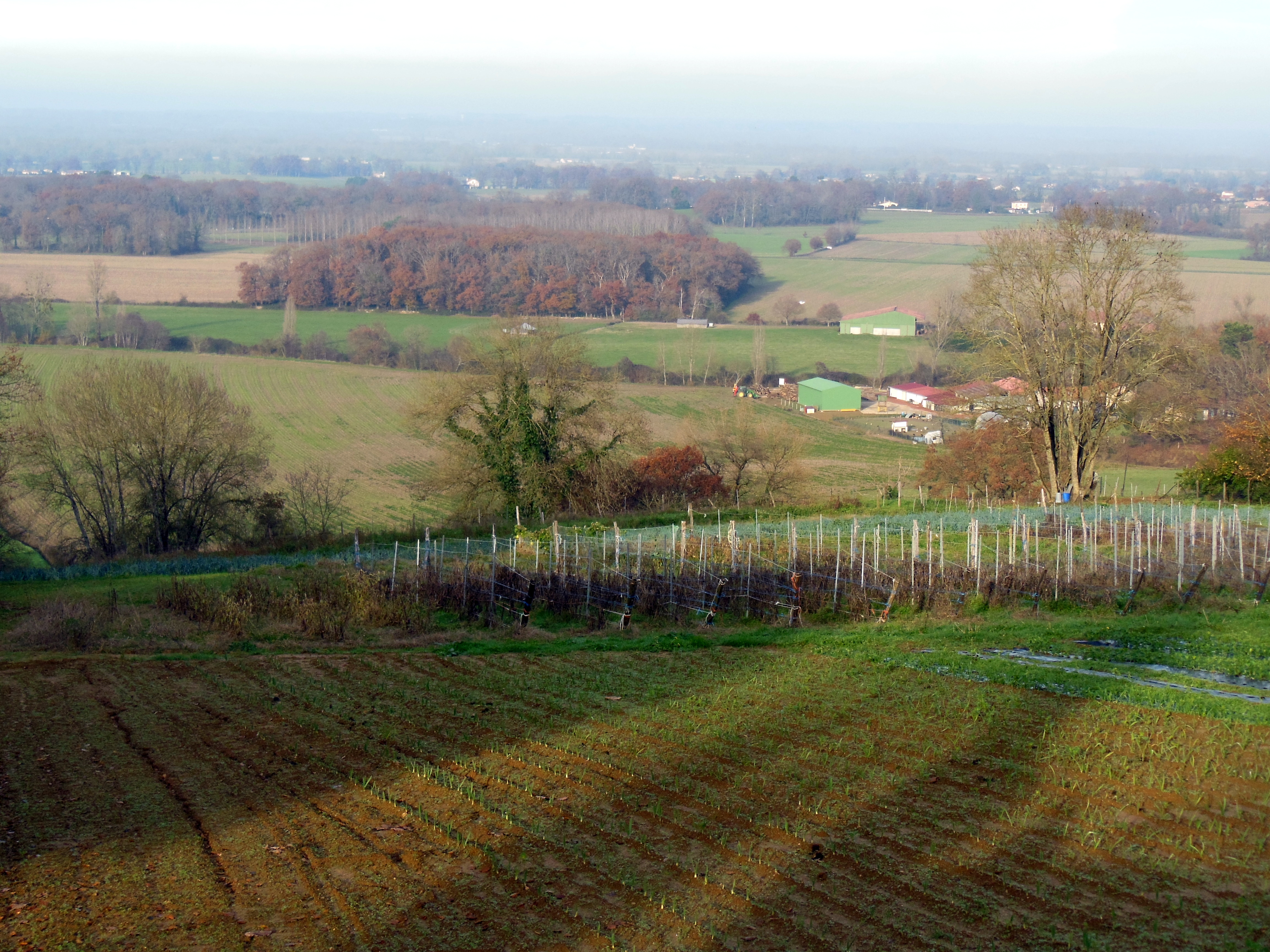
Veduta delle vigne

Il coteaux-de-chalosse, detto vin de pays des coteaux de Chalosse fino al 2009, è un vino francese prodotto nella Chalosse, al sud del dipartimento delle  Landes.

## Presentazione
La coltura si estende su 250 ha di vigneti, piantati su un terreno di color rosso mattone e di costituzione sbbio-limon-argillosa. La densità massima di piante per unità di superficie è fissata da un disciplinare preciso, che fissa anche la resa e la maturazione minima dell'acino.
Il vino ricavato può essere rosso, bianco o rosato.

### Il rosso
Il vino rosso coteaux-de-chalosse, amabile se giovane, deriva dalla mescolanza dei vitigni del Sud-Ovest : cabernet franc, tannat ed egiodola. Il cabernet franc fornisce le cuvée più fruttate, mentre il tannat, più robusto, lo caratterizza come vino maturato in botti di quercia. L'assemblaggio armonioso di questi vitigni conferisce carattere ai vini della Chalosse.

### Il rosato
Le rosé si compone di cabernet franc e di sauvignon. Presenta aromi di frutti rossi ed aciduli.

### Il bianco
Il sole d'autunno e le brume mattutine favoriscono la sovramaturazione degli acini, destinati alla vinificazione dei vini morbidi. I vitigni arriloba, chasan, barroque, colombars permette di vinificare ugualmente vinchi bianchi sia secchi che aromatici.